# Großer Komet

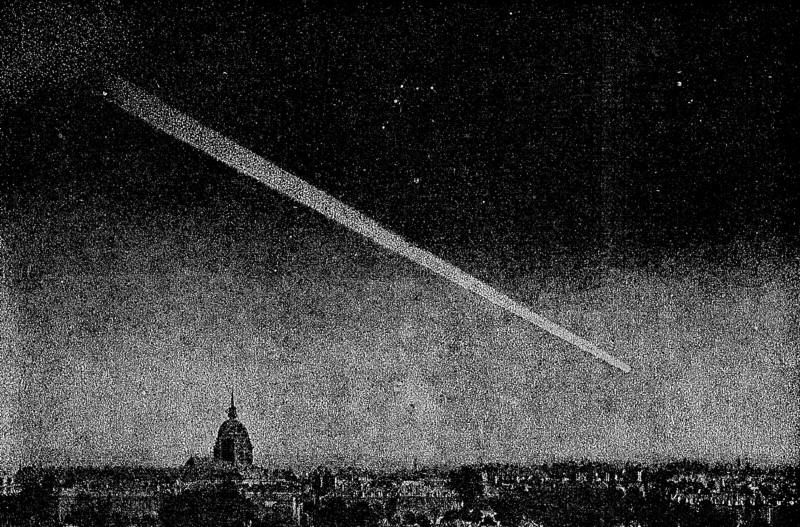
Der Große Komet von 1843 (Großer Märzkomet)

Als Großer Komet wird ein Komet bezeichnet, der außerordentlich hell und spektakulär erscheint, insbesondere durch einen schon mit bloßem Auge deutlich sichtbaren Schweif.

## Definition
Es gibt offiziell keine anerkannte Definition für „Große Kometen“. Als Faustregel gilt aber, dass es eine Erscheinung ist, die auch einem unbedarften Betrachter des Nachthimmels zufällig auffällt. Dazu muss der Komet eine scheinbare Helligkeit erreichen, die den 22 hellsten Sternen erster Größe gleichkommt (das entspricht einem Wert von 1,5 mag).
Während die meisten Kometen nur mit Hilfe von Teleskopen beobachtet werden können, entwickeln manche eine Helligkeit, die sie auch freiäugig zu auffälligen Erscheinungen werden lassen. Die Gründe dafür sind eine große Annäherung des Kometen an die Sonne oder an die Erde und meist auch ein ungewöhnlich großer oder aktiver Kometenkern. Bei den meisten großen Kometen handelt es sich daher um langperiodische Kometen, oder um Kometen, die überhaupt das erste Mal in das innere Sonnensystem vordringen. Kurzperiodische Kometen, die bei jeder Annäherung an die Sonne Material verlieren, werden auch in Erdnähe selten eine auffällige Erscheinung. Eine Ausnahme bildet lediglich der Halleysche Komet, dessen oftmals spektakuläre Erscheinungen mehrfach als „Großer Komet“ verzeichnet wurden.

## Auswahl großer Kometen
Die folgende Auswahl und die Angaben zu Helligkeiten und Schweiflängen sowie zur Sichtbarkeitsdauer mit freiem Auge basieren im Wesentlichen auf den Listen von Donald K. Yeomans und (ab dem 19. Jahrhundert) von John E. Bortle mit Ergänzungen aus einzelnen Kometenartikeln.
Der seit 240 v. Chr. regelmäßig alle 74 bis 79 Jahre beobachtbare Komet 1P/Halley  ist nicht mit aufgeführt.

### Vor der Zeitrechnung
Großer Komet von 373 vor ChristusDer Komet war im Jahreswechsel −373 zu −372 sichtbar und der griechische Historiker Ephoros berichtet, dass sich der Komet in zwei Stücke geteilt habe.
C/-43 K1 (Komet Caesar) (44 v. Chr.)Der Tageslichtkomet war mindestens 72 Tage von Mai bis Juli sichtbar. Während er in China schon im Mai/Juni beobachtet wurde, war seine Sichtbarkeit in Italien durch einen starken Ätna-Ausbruch bis in den Juli hinein eingeschränkt. Nach Ramsey & Licht (1997) werden −3,3 mag sowie maximal −4,0 mag während eines letzten flare-up (23. bis 25. Juli) verzeichnet.

### 1. Jahrtausend
Großer Komet von 178Chinesische Beobachter berichten von einer Schweiflänge über 70° und konnten den Kometen etwa 80 Tage beobachten.
Großer Komet von 191Chinesische Beobachter berichten von einem Kometenschweif mit über 90° Länge.
C/240 V1Der Komet erreichte etwa 1 bis 2 mag bei 39 Tagen Sichtbarkeit mit bloßem Auge.
C/390 Q1Chinesische Beobachter berichten von einer Schweiflänge größer als 70° Länge. Die Helligkeit erreichte im Maximum −1 mag bei 26 Tagen Sichtbarkeit.
C/400 F1Der Komet erreichte maximal 0 mag bei 30 Tagen Sichtbarkeit.
C/442 V1Der Komet erreichte etwa 1 bis 2 mag bei 100 Tagen Sichtbarkeit.
C/565 O1Der Komet erreichte 0 bis 1 mag bei 100 Tagen Sichtbarkeit.
C/568 O1Der Komet erreichte 0 mag bei 106 Tagen Sichtbarkeit.
C/770 K1Der Komet erreichte etwa 1 bis 2 mag bei 62 Tagen Sichtbarkeit.
X/838 V1Dieser Komet war für 49 Tage sichtbar.
X/891 J1Chinesische Beobachter berichten von einer Schweiflänge größer als 70° Länge bei 62 Tagen Sichtbarkeit.
C/905 K1Chinesische Beobachter berichten von einer Schweiflänge größer als 70° Länge. Die Helligkeit erreichte im Maximum 0 mag bei 26 Tagen Sichtbarkeit.

### 12. Jahrhundert
X/1106 C1Der große Komet aus dem Jahre 1106 war für 40 Tage sichtbar, ging sehr nahe an der Sonne vorbei und könnte vielleicht der Ursprungskörper der Kometen von 1882 und 1965 oder dem des Jahres 1843 sein.
C/1132 T1Der Komet erreichte −1 mag und war für 24 Tage sichtbar.

### 13. Jahrhundert
C/1240 B1Der Komet erreichte 0 mag und war für 64 Tage sichtbar.
C/1264 N1Chinesische Beobachter berichten am 26. Juli 1264 von einem Schweif mit 100° Länge. Die Helligkeit erreichte im Maximum 0 mag bei 85 Tagen Sichtbarkeit.

### 14. Jahrhundert
Außer zwei Erscheinungen des Halleyschen Kometen gibt es aus diesem Zeitraum keine Berichte über Große Kometen.

### 15. Jahrhundert
C/1402 D1Mitte März 1402 hatte der Komet seine Konjunktion mit der Sonne und es gibt Berichte, dass er für 8 Tage am Taghimmel beobachtet werden konnte. Die Helligkeit erreichte im Maximum −3 mag bei 70 Tagen Sichtbarkeit.
C/1468 S1Der Komet erreichte etwa 1 bis 2 mag bei 56 Tagen Sichtbarkeit.
C/1471 Y1Der Komet erreichte −3 mag bei 59 Tagen Sichtbarkeit.

### 16. Jahrhundert

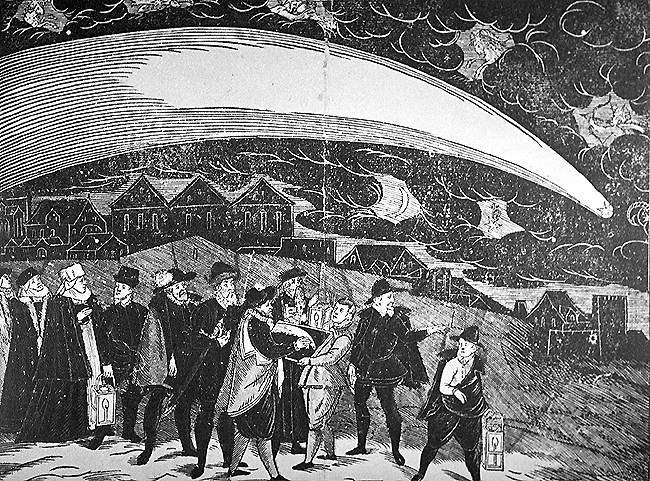
Der Große Komet von 1577

C/1532 R1Der Komet erreichte −1 mag bei 120 Tagen Sichtbarkeit mit bloßem Auge.
C/1533 M1Der Komet wurde erst nach seiner Sonnennähe entdeckt und erreichte 0 mag. Er wurde 83 Tage beobachtet.
C/1556 D1Der Komet erreichte −2 mag bei 72 Tagen Sichtbarkeit.
C/1577 V1Der Komet erreichte −3 mag bei 87 Tagen Sichtbarkeit.

### 17. Jahrhundert

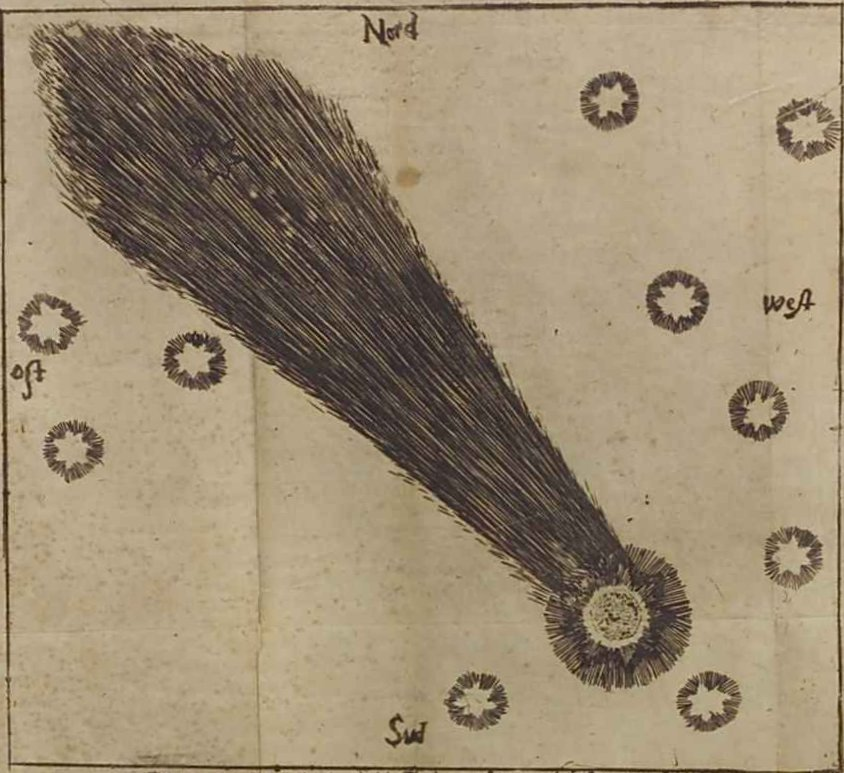
Der Große Komet von 1664

C/1618 W1Der Komet erreichte etwa 0 bis 1 mag bei 67 Tagen Sichtbarkeit mit bloßem Auge.
C/1664 W1Der Komet erreichte −1 mag bei 90 Tagen Sichtbarkeit.
C/1665 F1Der Komet wurde zuletzt am 20. April kurz vor der Sonnenkonjunktion beobachtet. Die Helligkeit erreichte im Maximum −1 mag bei mindestens 24 Tagen Sichtbarkeit.
C/1668 E1Der Komet erreichte etwa 1 bis 2 mag bei 27 Tagen Sichtbarkeit.
C/1680 V1Dieser Komet, der als Erster mit Hilfe eines Teleskops entdeckt wurde, erreichte etwa 1 bis 2 mag bei 88 Tagen Sichtbarkeit. Ein mit dem Bild des 90° langen Schweifs illustriertes Flugblatt zum „wunderwürdigen unvergleichlichen Cometen“ bezeichnet ihn als Warnung Gottes, um „eyfrige Buß und Bekehrung“ zu bewirken, und enthält präzise Beobachtungen mit fast richtigen Entfernungs- und Größenangaben.
C/1686 R1Der Komet erreichte etwa 1 bis 2 mag bei 34 Tagen Sichtbarkeit.

### 18. Jahrhundert

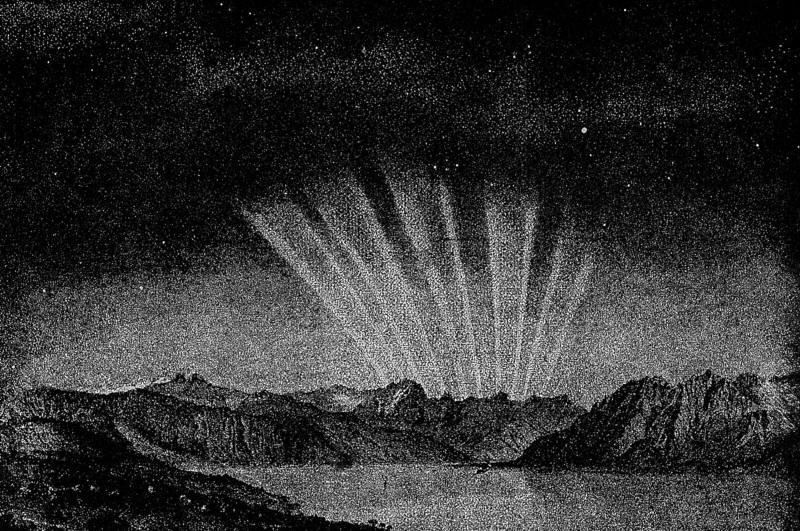
Die Schweifstrahlen des Kometen von 1743 (Klinkenberg)

C/1743 X1Am 27. Februar 1744 konnte der auch Komet Klinkenberg oder Chéseaux genannte Schweifstern selbst bei Tag, nur 12° neben der Sonne, gesehen werden. Seine Helligkeit dürfte etwa −3 mag erreicht haben bei 110 Tagen freiäugiger Sichtbarkeit.
C/1769 P1 (Messier)Der Schweif des Kometen soll bei der größten Annäherung an die Erde über 90° lang gewesen sein. Er erreichte eine Helligkeit von 0 mag bei 94 Tagen Sichtbarkeit.

### 19. Jahrhundert

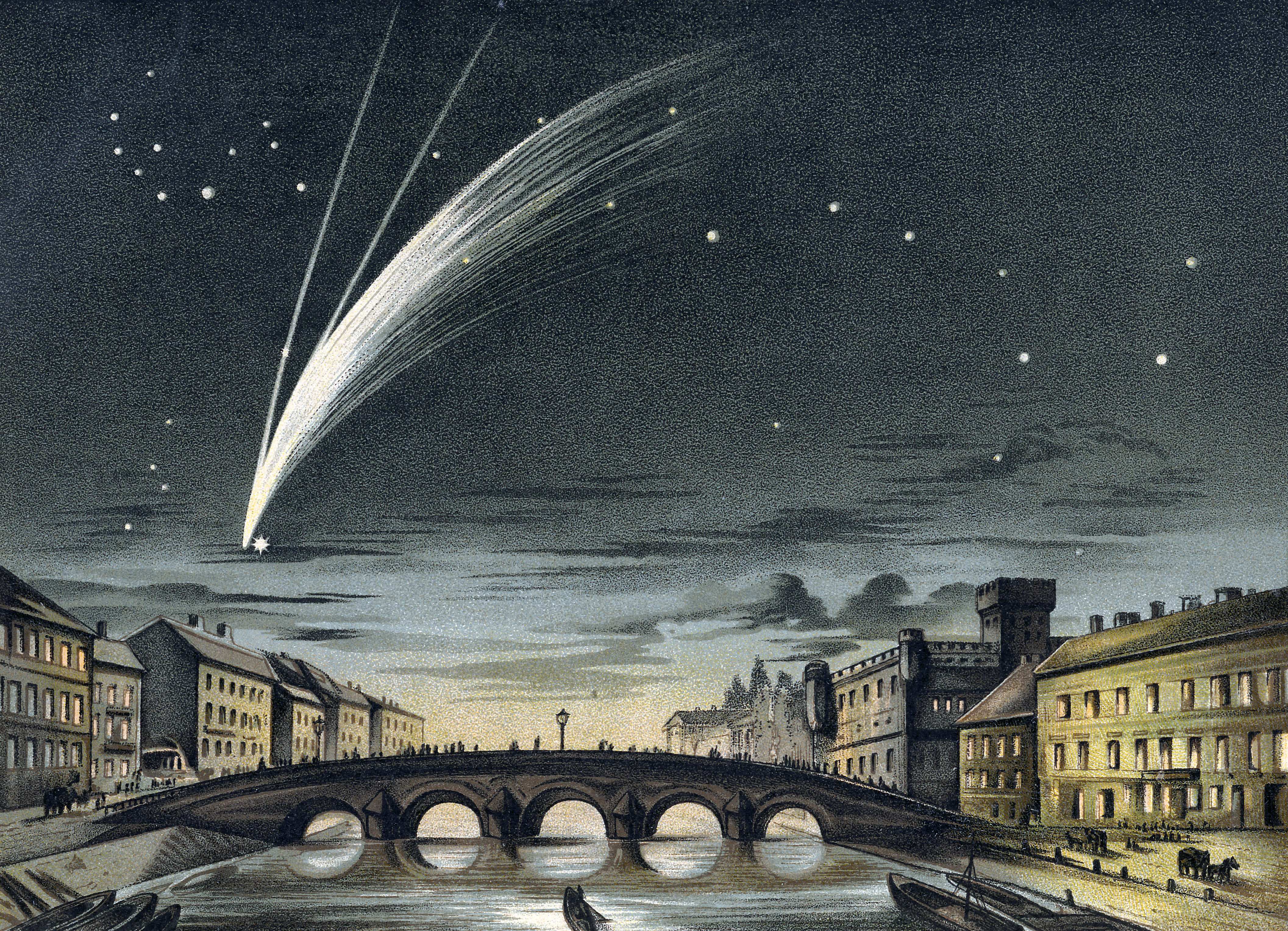
Der Große Komet von 1858 (Donati)

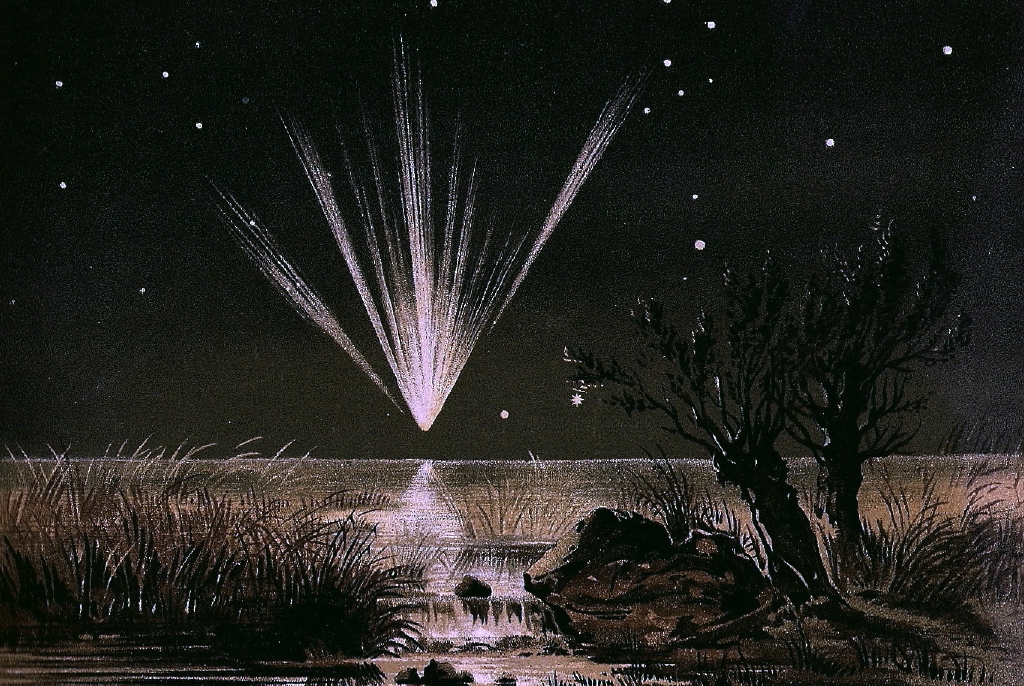
Der Große Komet von 1861 (Tebbutt)

C/1807 R1 (Großer Komet)Der Komet erreichte etwa 1 bis 2 mag bei 90 Tagen Sichtbarkeit.
C/1811 F1 (Großer Komet)Der auch Flaugergues genannte Komet konnte über mehr als 8 Monate freiäugig gesehen werden. Im Oktober 1811 erreichte er seine größte scheinbare Helligkeit von etwa 0 mag.
C/1819 N1 (Großer Komet)Der auch Tralles genannte Komet erreichte eine Helligkeit von 1 mag und war etwa einen Monat mit bloßem Auge sichtbar.
C/1825 N1 (Pons)Der Komet erreichte eine Helligkeit von 2 bis 3 mag und war zunächst auf der Nordhalbkugel, danach auf der Südhalbkugel für fast 4 Monate mit bloßem Auge sichtbar.
C/1830 F1 (Großer Komet)Der Komet erreichte eine Helligkeit von 2 mag und war zunächst auf der Südhalbkugel, danach auf der Nordhalbkugel für insgesamt 2 ½ Monate mit bloßem Auge sichtbar.
C/1831 A1 (Großer Komet)Der Komet muss auf der Südhalbkugel noch vor seinem Vorbeigang an der Sonne eine spektakuläre Erscheinung gewesen sein, er blieb dort aber offenbar unbemerkt. Er wurde erst spät entdeckt und konnte nur noch einige Wochen von der Nordhalbkugel aus beobachtet werden. Er erreichte eine Helligkeit von 2 mag.
C/1843 D1 (Großer Märzkomet)Im Perihel, das der Komet am 27. Februar 1843 durchlief, konnte er nur 1° neben der Sonne am Taghimmel gesehen werden. Seine Helligkeit war größer als −3 mag bei 48 Tagen Sichtbarkeit. Wegen seines langen Schweifs gilt er als schönster des Jahrhunderts und wird in der Literatur zu den Tageslichtkometen gezählt.
C/1847 C1 (Hind)Der Komet Hind war der erste Komet, der am Taghimmel nur teleskopisch beobachtet wurde. Er erreichte eine Helligkeit von −4 mag und war etwa 1 Monat mit bloßem Auge sichtbar.
C/1853 L1 (Klinkerfues)Auch der Komet Klinkerfues erreichte eine solche Helligkeit, dass er am Taghimmel teleskopisch beobachtet werden konnte. Er erreichte eine Helligkeit von −1 mag und war für 2 Monate mit bloßem Auge sichtbar.
C/1854 F1 (Großer Komet)Der Komet erreichte eine Helligkeit von 0 bis 1 mag und war für etwa 3 Wochen mit bloßem Auge sichtbar.
C/1858 L1 (Donati)Der Komet Donati soll einer der schönsten Kometen gewesen sein, die je mit bloßem Auge zu sehen waren. Er erreichte im Oktober 1858 eine scheinbare Helligkeit von 0 bis 1 mag bei 80 Tagen Sichtbarkeit. Er war auch der erste Komet, der fotografiert werden konnte.
C/1860 M1 (Großer Komet)Der Komet erreichte eine Helligkeit von 1 bis 2 mag und war für etwa 1 ½ Monate mit bloßem Auge sichtbar.
C/1861 J1 (Großer Komet)Der nach seinem Entdecker auch Tebbutt genannte Komet kam am 30. Juni 1861 bis auf 0,13 AE/19 Mio. km an die Erde heran; sie dürfte durch das Ende seines Schweifes geglitten sein, der bei der größten Annäherung an die Erde 120° lang war und – breit aufgefächert – den halben Himmel bedeckte. Der Komet war so hell, dass er noch vor Sonnenuntergang gesehen werden konnte und Gegenstände nachts in seinem Licht Schatten warfen. Er erreichte eine Helligkeit von etwa −3 mag bei 90 Tagen Sichtbarkeit und wurde teleskopisch bis April 1862 beobachtet. Unter den Top-10-Kometen (4. Weblink) nimmt er den Spitzenplatz ein. Wahrscheinlich ist er mit C/1500 H1 identisch, der 1500 in China beobachtet wurde, aber damals der Erde weniger nahekam.
C/1865 B1 (Großer Südkomet)Der Komet war nur in der Südhemisphäre zu beobachten. Er erreichte 1 mag bei 36 Tagen Sichtbarkeit.
C/1874 H1 (Coggia)Der Komet erreichte 0 bis 1 mag bei 50 Tagen Sichtbarkeit.
C/1881 K1 (Großer Komet)Der Komet erreichte eine Helligkeit von 1 mag und war etwa 4 Monate mit bloßem Auge sichtbar.
C/1882 F1 (Wells)Der Komet erreichte eine Helligkeit von 0 mag und war teleskopisch am Taghimmel zu beobachten.
C/1882 R1 (Großer Septemberkomet)Der Komet, ein Sonnenkratzer der Kreutz-Gruppe, näherte sich am 17. September 1882 bis auf 0,008 AE (1,2 Mio. km) an die Sonne und zerbrach dabei infolge der solaren Gezeitenkräfte in mindestens vier Teile. Der Komet war mit einer Helligkeit von mehr als −3 mag hell genug, um auch tagsüber neben der Sonne sichtbar zu sein. Er war über 4 ½ Monate sichtbar.

### 20. Jahrhundert

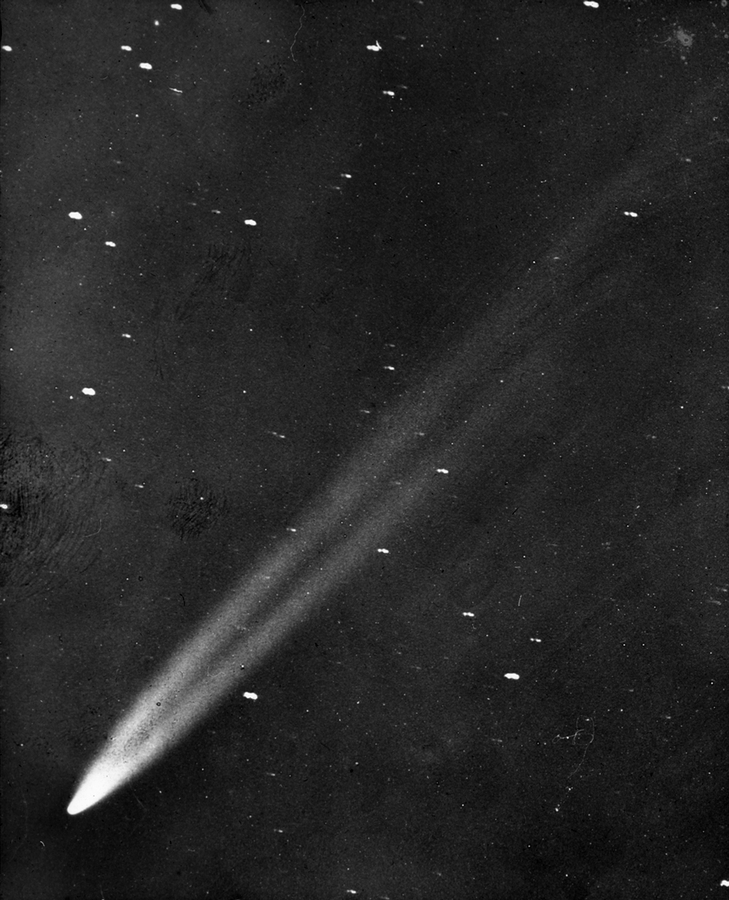
Der Große Komet von 1901

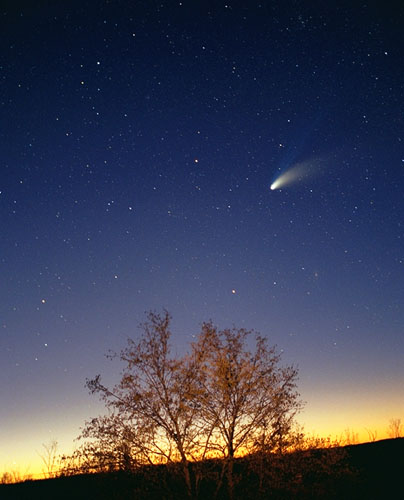
Der Große Komet von 1997 (Hale-Bopp)

C/1901 G1 (Großer Komet)Der Komet erreichte 1901 1 mag bei 38 Tagen Sichtbarkeit.
C/1910 A1 (Großer Januarkomet)Nur wenige Wochen vor der erwarteten Wiederkehr des Halleyschen Kometen erschienen, wurde dieser Komet oft mit ihm verwechselt. Er konnte am 17. Januar 1910 nur 4,5° neben der Sonne leicht am Taghimmel gesehen werden. Er erreichte etwa Venushelligkeit (−4 mag) und war 20 Tage heller als 1 bis 2 mag. Mit Teleskopen konnte er bis Juli beobachtet werden.
Halleyscher Komet (1P/Halley)Bei seiner Wiederkehr im Jahr 1910 erreichte der bekannte Komet Halley eine scheinbare Helligkeit von 0 bis 1 mag, und sein Schweif erstreckte sich mit einer maximalen Länge von 150° fast über den gesamten Himmel. Am 19. Mai 1910 durchquerte die Erde sogar den Kometenschweif.
C/1911 O1 (Brooks)Der Komet konnte im Oktober 1911 zusammen mit dem Kometen Beljawsky in der Abenddämmerung gesehen werden. Er erreichte 2 mag Helligkeit bei etwa 3 Monaten Sichtbarkeit. Der Schweif erreichte eine Länge von 30°.
C/1911 S3 (Beljawsky)Der Komet konnte im Oktober 1911 zusammen mit dem Kometen Brooks in der Abenddämmerung gesehen werden. Er erreichte 1 mag Helligkeit bei etwa 1 Monat Sichtbarkeit. Der Schweif erreichte eine Länge von 15°.
C/1927 X1 (Skjellerup-Maristany)Der Komet konnte im Dezember 1927 nur 5° neben der Sonne am Taghimmel gesehen werden, er erreichte 1 mag Helligkeit bei 32 Tagen Sichtbarkeit. Ende Dezember erreichte der Schweif eine Länge von fast 40°.
C/1941 B2 (de Kock-Paraskevopoulos)Der Komet konnte insbesondere von der Südhalbkugel aus gesehen werden, er erreichte 2 mag Helligkeit bei etwa 1 Monat Sichtbarkeit.
C/1947 X1 (Südkomet)Der Komet konnte nur von der Südhalbkugel auch am Taghimmel gesehen werden, er erreichte −1 mag Helligkeit bei etwa 3 Wochen Sichtbarkeit. Der Komet zerbrach einige Tage vor dem Erreichen seines sonnennächsten Punkts in zwei Teile.
C/1948 V1 (Finsterniskomet)Der Komet wurde während einer totalen Sonnenfinsternis in Kenia entdeckt. Er erreichte −2 mag Helligkeit bei nicht ganz 2 Monaten Sichtbarkeit.
C/1956 R1 (Arend-Roland)Der Komet erreichte im April 1956 eine maximale Helligkeit von etwa 0 mag. Der der Sonne abgewandte Schweif erreichte eine Länge von 25°. Zusätzlich zeigte der Komet einen auf die Sonne zeigenden Gegenschweif mit 15° Länge.
C/1957 P1 (Mrkos)Der Komet hatte bei seiner Entdeckung bereits eine große Helligkeit und einen Schweif. Er erreichte 1 mag Helligkeit bei etwa 6 Wochen Sichtbarkeit.
C/1961 O1 (Wilson-Hubbard)Der Komet wurde aus Flugzeugen entdeckt. Er entwickelte einen 25° langen Schweif, aber seine Helligkeit blieb mit 3 mag für einen Großen Kometen gering und er war nur für etwa 2 Wochen sichtbar.
C/1962 C1 (Seki-Lines)Dieser Komet hat eine interessante Entdeckungsgeschichte. Er erreichte eine maximale Helligkeit von −2,5 mag bei knapp 2 Monaten Sichtbarkeit.
C/1965 S1 (Ikeya-Seki)Dieser Sonnenstreifer der Kreutz-Gruppe näherte sich am 21. Oktober 1965 auf nur 0,0078 AE/1,16 Mio. km an die Sonne. Der Kometenkern zerbrach dabei in zwei Teile. Der Komet war mit einer scheinbaren Helligkeit von −10 mag bei 30 Tagen Sichtbarkeit der hellste Komet des 20. Jahrhunderts. Nach dem Vorbeiflug an der Sonne konnte der Komet in der Morgendämmerung mit einem Schweif von bis zu 45° Länge gesehen werden.
C/1969 Y1 (Bennett)Der Komet erreichte etwa 0 bis 1 mag bei 80 Tagen Sichtbarkeit. Mitte März 1969 hatte sich ein Schweif von 10° Länge entwickelt.
C/1970 K1 (White-Ortiz-Bolelli)Ein weiterer Sonnenstreifer, der nur von der Südhalbkugel aus gesehen werden konnte. Der Komet erreichte etwa 0,5 mag Helligkeit bei 2 Wochen Sichtbarkeit.
C/1975 V1 (West)Der Komet wurde schon im August 1975 auf der Europäischen Südsternwarte fotografiert und näherte sich am 25. Februar 1976 der Sonne auf nur 0,196 AE/29 Mio. km. Dabei zerbrach sein Kern infolge der solaren Gezeitenkräfte in vier Teile. Der Kometenkopf erreichte eine Helligkeit von −1 mag bei 55 Tagen Sichtbarkeit und eine Schweiflänge von bis zu 30°.
C/1995 O1 (Hale-Bopp)Der Komet Hale-Bopp konnte 18 Monate lang freiäugig gesehen werden, länger als irgendein anderer Komet. Über 215 Tage war er heller als 3,4 mag. Um den Zeitpunkt seiner größten Annäherung an die Sonne am 1. April 1997 erreichte er eine scheinbare Helligkeit von etwa −0,7 mag, und seine zwei Schweife erreichten eine Länge von 30 bis 40°.
C/1996 B2 (Hyakutake)Der Komet näherte sich am 24. März 1996 bis auf 0,109 AE/16 Mio. km an die Erde. Er erreichte dabei eine scheinbare Helligkeit von etwa 1 bis 2 mag bei 30 Tagen Sichtbarkeit und eine Schweiflänge von 75°.

### 21. Jahrhundert

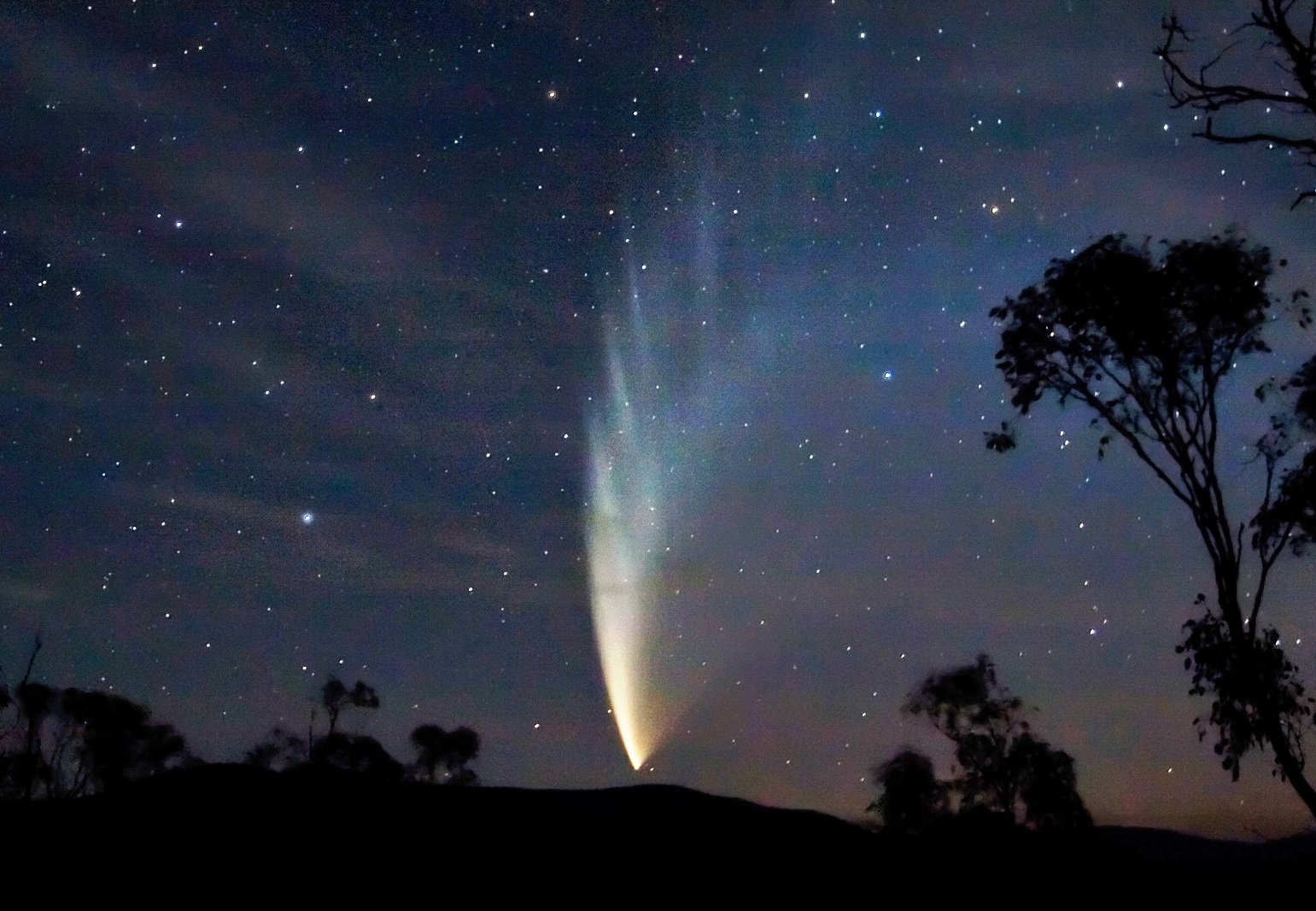
Der Große Komet von 2006 (McNaught)

C/2006 P1 (McNaught)In den Tagen um den Periheldurchgang am 12. Januar 2007 konnte der Komet wenige Grad neben der Sonne am Taghimmel gesehen werden. Die Helligkeit erreichte −6 mag bei 25 Tagen freiäugiger Sichtbarkeit. Kurze Zeit später zeigte er sich am Südhimmel mit einem gewaltigen und hellen Staubschweif von 30° Länge mit vielen Strukturen (Striae), ähnlich wie beim Kometen West von 1976. Der Komet war nach Ikeya-Seki 1965 der zweithellste Komet der letzten 100 Jahre.
C/2023 A3 (Tsuchinshan-ATLAS)Bereits vor dem Periheldurchgang am 27. September 2024 zeigte der Komet einen langgezogenen Staubschweif am Morgenhimmel. Am 9. Oktober 2024 erreichte er eine Helligkeit von -4,9 mag. Damit ist C/2023 A3 der dritthellste Komet der letzten 100 Jahre.
C/2024 G3 (ATLAS)Der Sunskirter erreichte am 13. Januar 2025, dem Tag seines Periheldurchgangs, seine größte scheinbare Helligkeit von -3,8 mag. In den Folgetagen stieg der Komet am Südhimmel in der Abenddämmerung höher und zeigte einen gefächerten Staubschweif, wurde aber rasch schwächer. Er konnte in der nördlichen Hemisphere nicht am Nachthimmel beobachtet werden. C/2024 G3 war seit C/2006 P1 (McNaught) der erste Komet, der freisichtig am Taghimmel stand.